# Communauté de marque
Une communauté de marque est un concept du marketing qui postule l'idée que les consommateurs forment des communautés basées sur le lien avec une marque.

## Enjeux d'une communauté de marque
Les récents développements du marketing et des recherches en comportement du consommateur conduisent à mettre l'accent sur l'identité et la culture. Parmi les notions et concepts construits pour appréhender les comportements des consommateurs, le concept de communauté de marque propose aux marketers de s'intéresser à un groupe de consommateurs.
De nombreuses communautés de marque peuvent coexister autour d'une même marque, rendant complexe la compréhension de leur fonctionnement. En outre les entreprises ont des frontières de plus en plus floues. Enfin les développements des technologies de l'information invitent à revisiter les modes de relations entre les individus. Pour ces raisons, certains proposent aux marketers de prendre en compte des mondes de marque plutôt que des communautés de marque isolées. Ces mondes de marque sont constitués par l'ensemble des acteurs intéressés et attachés à la marque.

## Variétés
Les sous-cultures de consommation déduisent des ordres sociaux ou des sous-cultures qui perdurent grâce à des connexions interpersonnelles, des rituels et des ensembles de croyances qui peuvent exclure d'autres affiliations sociales, ayant ainsi un impact sur l'identité des participants (Journal of Consumer Research, Volume 22, Issue 1, June 1995, Pages 43–61).